# Giv folken fred, giv själen frid
Giv folken fred, giv själen frid är en gammal psalm, Verleihe uns Frieden, med sex verser av Martin Luther från 1529. Översätt till svenska av Olaus Petri före 1536 med titelrad "Förlän oss, Gud, din helga frid" under den latinska rubriken "Pro pace et principe". Ursprungligen är första versen ett latinskt antifon från medeltiden och nutida vers 2 har ett okänt tyskt ursprung från 1566. En ny svensk översättning gjordes 1602. 
Psalmens första och femte vers 1695 lyder:
1. Förläna oss Gudh så nådelig / Frijd i wåra dagar
Ty ingen är på jorderijk / Then ofrijd kan förtaga / Utan tu allena
5. Gif allom Konungom tin nådh / O fridsens Konung dyre!
At the medh lycko och godh rådh / At the i frijd må blifwa
Av de ursprungliga sex verserna överfördes den första och femte till 1819 års psalmbok. I 1986 års psalmbok framstår Olov Hartman som upphovsman till första versens originaltext med ny titelrad från 1979 och Karl-Gustaf Hildebrand som upphovsman till den andra versen 1984, samtidigt som registret uppger att psalmen är densamma som 1937 års psalm med den gamla titelraden. 
Melodin är en medeltida hymn, nedtecknad i Nürnberg 1529.
|  |
|  |

## Publicerad i
- 1572 års psalmbok med titeln FÖrläna oss Gudh så nådheligh under rubriken "Da pacem Domine".[1]
- Göteborgspsalmboken med inledningen Förläna oss Gudh så nådeligh under rubriken "Om Fridh och Roligheet".[2]

- 1695 års psalmbok som nr 310 under rubriken "Om frijd" med hänvisning till påven Calixtus III:s (död 1458) latinska hymn Da pacem Domine.
- 1819 års psalmbok som nr 303 med titelrad "Förlän oss, Gud, din helga frid", under rubriken "Med avseende på särskilda personer, tider och omständigheter: Överhet, undersåtar, fädernesland".
- 1937 års psalmbok som nr 608 med titelrad "Förlän oss, Gud, din helga frid", under rubriken "Hymner och sånger för särskilda gudstjänster".
- Psalmer för bruk vid krigsmakten 1961 med verserna 1-2 som nr 608.
- Den svenska psalmboken 1986 som nr 594 under rubriken "Tillsammans i världen".